# Red Bull Arena (New Jersey)
Red Bull Arena là một sân vận động dành riêng cho bóng đá ở Harrison, New Jersey, là sân nhà của New York Red Bulls của Major League Soccer và Sky Blue FC của National Women's Soccer League. Sân có một phần mái che trong suốt, nằm trên bờ sông ở quận Riverbend của Harrison qua sông Passaic từ Newark và cách khoảng 7 dặm (12 km) về phía tây của Lower Manhattan. Với sức chứa 25.000 chỗ ngồi, đây là sân vận động dành riêng cho bóng đá lớn thứ ba ở Hoa Kỳ và ở Major League Soccer.